# Christopher M. Davis
Christopher M. Davis (ur. 1 marca 1994 w Chicago) – amerykański łyżwiarz figurowy reprezentujący Bułgarię, startujący w parach tanecznych z Miną Zdrawkową. Uczestnik mistrzostw Europy, medalista zawodów międzynarodowych, trzykrotny mistrz Bułgarii (2015, 2020, 2021).

## Osiągnięcia
Z Christopherem M. Davisem
| Zawody                                | 14–15          | 15–16          | 16–17          | 17–18          | 18–19          | 19–20          | 20–21          |                |                |                |                |                |                |                |                |                |                |
| Międzynarodowe                        | Międzynarodowe | Międzynarodowe | Międzynarodowe | Międzynarodowe | Międzynarodowe | Międzynarodowe | Międzynarodowe | Międzynarodowe | Międzynarodowe | Międzynarodowe | Międzynarodowe | Międzynarodowe | Międzynarodowe | Międzynarodowe | Międzynarodowe | Międzynarodowe | Międzynarodowe |
| ------------------------------------- | -------------- | -------------- | -------------- | -------------- | -------------- | -------------- | -------------- | -------------- | -------------- | -------------- | -------------- | -------------- | -------------- | -------------- | -------------- | -------------- | -------------- |
| Mistrzostwa świata                    |                |                |                |                |                | C              | 31             |                |                |                |                |                |                |                |                |                |                |
| Mistrzostwa Europy                    |                |                |                |                |                | 25             |                |                |                |                |                |                |                |                |                |                |                |
| CS Alpen Trophy                       |                |                |                |                | 14             |                |                |                |                |                |                |                |                |                |                |                |                |
| CS Finlandia Trophy                   |                |                |                |                | 11             |                |                |                |                |                |                |                |                |                |                |                |                |
| CS Golden Spin Zagrzeb                |                |                |                |                | WD             |                |                |                |                |                |                |                |                |                |                |                |                |
| CS Lombardia Trophy                   |                |                | 7              |                |                |                |                |                |                |                |                |                |                |                |                |                |                |
| CS Memoriał Ondreja Nepeli            |                |                |                |                |                | WD             |                |                |                |                |                |                |                |                |                |                |                |
| Bosphorus Istanbul Cup                |                |                | 4              |                |                | 11             |                |                |                |                |                |                |                |                |                |                |                |
| Egna Trophy                           |                |                |                |                |                | 11             |                |                |                |                |                |                |                |                |                |                |                |
| International Halloween Cup           |                |                |                |                |                | 6              |                |                |                |                |                |                |                |                |                |                |                |
| Jegvirag Cup                          |                |                |                |                |                | 2              |                |                |                |                |                |                |                |                |                |                |                |
| Mentor Toruń Cup                      |                |                |                |                |                | 15             |                |                |                |                |                |                |                |                |                |                |                |
| Minsk-Arena Ice Star                  |                |                |                | 7              |                |                |                |                |                |                |                |                |                |                |                |                |                |
| NRW Summer Trophy                     |                |                |                |                |                | 3              |                |                |                |                |                |                |                |                |                |                |                |
| Open d' Andorra                       |                |                | 10             |                |                |                |                |                |                |                |                |                |                |                |                |                |                |
| Santa Claus Cup                       |                |                |                |                |                | 8              |                |                |                |                |                |                |                |                |                |                |                |
| Volvo Open Cup                        |                |                |                |                |                | 8              |                |                |                |                |                |                |                |                |                |                |                |
| Zimowa uniwersjada                    |                |                |                |                | 13             |                |                |                |                |                |                |                |                |                |                |                |                |
| Międzynarodowe: Kategorie młodzieżowe |                |                |                |                |                |                |                |                |                |                |                |                |                |                |                |                |                |
| Bavarian Open                         | 15 J           |                |                |                |                |                |                |                |                |                |                |                |                |                |                |                |                |
| Mentor Toruń Cup                      | 21 J           |                |                |                |                |                |                |                |                |                |                |                |                |                |                |                |                |
| Krajowe                               |                |                |                |                |                |                |                |                |                |                |                |                |                |                |                |                |                |
| Mistrzostwa Bułgarii                  | 1              |                |                |                |                | 1              | 1              |                |                |                |                |                |                |                |                |                |                |

## Programy
Mina Zdrawkowa / Christopher M. Davis
| Sezon   | Taniec rytmiczny (RD) | Taniec dowolny (FD) |
| ------- | --- | --- |
| 2020–21 | - Chicago medley: - Blues: Funny Honey - Quickstep: We Both Reached for the Gun - Nowadays - Hot Honey Rag choreografia: Marika Humphreys-Baranowa | - Give Me One Reason – Tracy Chapman - Bound for Glory – Tedeschi Trucks Band - Going Back to Miami – The Blues Brothers, oryg. Wayne Cochran choreografia: Marika Humphreys-Baranowa |
| 2019–20 | - Chicago medley: - Blues: Funny Honey - Quickstep: We Both Reached for the Gun - Nowadays - Hot Honey Rag choreografia: Marika Humphreys-Baranowa | - Ergen Deda - Vecherai Rado choreografia: Marika Humphreys-Baranowa |